# Niemoralna propozycja
Niemoralna propozycja (ang. Indecent Proposal) – film z 1993 roku z gatunku dramatu, romansu i obyczajowy produkcji amerykańskiej w reżyserii Adriana Lyne’a nakręcony na podstawie powieści Jacka Engelharda pod tym samym tytułem.

## Obsada
- Robert Redford – John Gage
- Demi Moore – Diana Murphy
- Woody Harrelson – David Murphy
- Seymour Cassel – Pan Shackleford
- Oliver Platt – Jeremy
- Billy Bob Thornton – Day Tripper
- Rip Taylor – Pan Langford
- Billy Connolly – Auction MC
- Pierre Epstein – Van Buren
- Joel Brooks – Realtor

## Fabuła
David i Diana są młodym, kochającym się małżeństwem. On jest utalentowanym architektem, ona pracuje w agencji nieruchomości. David marzy o wybudowaniu własnego domu, który ugruntowałby jego pozycję zawodową. Na ten cel postanawiają zaciągnąć kredyt. Niestety, kryzys ekonomiczny niweczy ich wspólne dążenia. Oboje tracą pracę i nie są już w stanie spłacać pożyczonej sumy. Bank żąda natychmiastowej zapłaty weksla, ale jak zdobyć 50 tysięcy dolarów z dnia na dzień? Davidowi przychodzi do głowy tylko jeden pomysł: spróbują szczęścia w kasynie gry w Las Vegas. Początkowo szczęście im dopisuje, ale fortuna kołem się toczy. W kasynie poznają Johna Gage'a, przystojnego miliardera, któremu piękna Diana od razu wpadła w oko. Cyniczny Gage wychodzi z założenia, że wszystko można kupić. Znając sytuację finansową małżonków, składa im szalenie niemoralną propozycję. Oferuje Davidowi milion dolarów za noc z jego żoną, Dianą. Taka suma pozwoliłaby spłacić wszystkie długi i zapewniła dostatnie życie przez długie lata. Jest to jednocześnie swoisty sprawdzian uczuć dla, nierozłącznych dotychczas, Diany i Davida.